# Pieńki Faustynowskie
Pieńki Faustynowskie – część wsi Faustynowo, położona w Polsce, w województwie mazowieckim, w powiecie ciechanowskim, w gminie Glinojeck.
W latach 1975–1998 miejscowość administracyjnie należała do województwa ciechanowskiego.